# Superorganismo

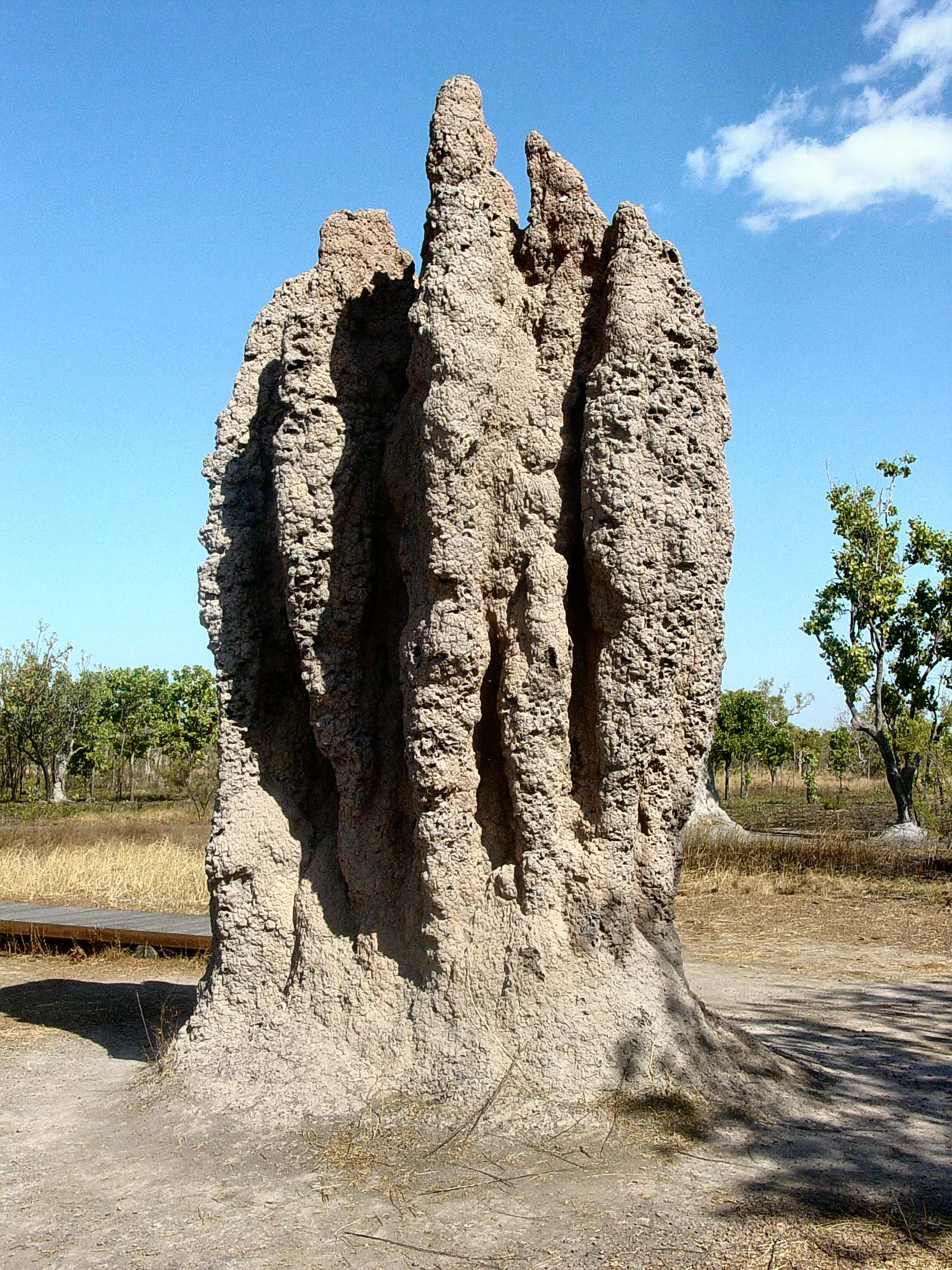
Um monte de térmitas feito pelo cupim catedral

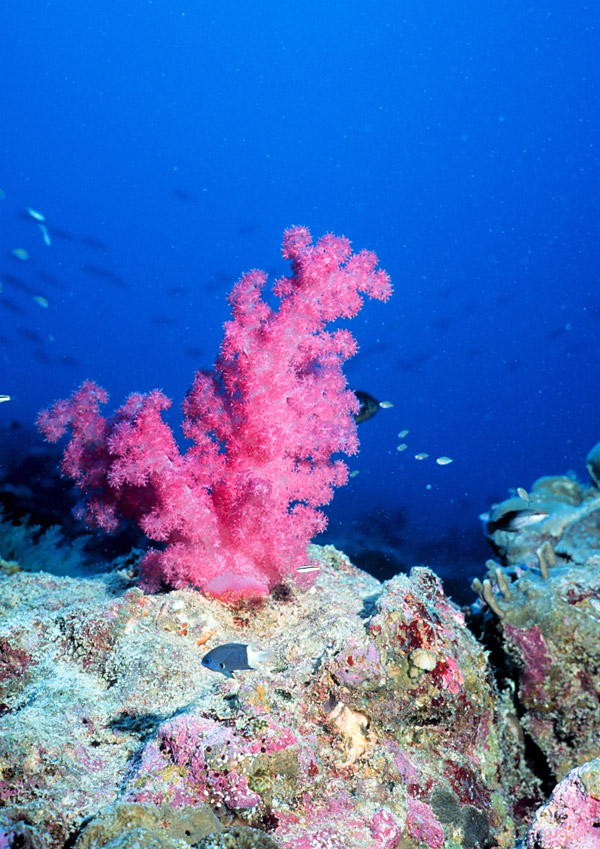
Uma colônia de coral

Um superorganismo ou supraorganismo (este último é menos frequentemente usado, mas mais etimologicamente correto) é um grupo de organismos sinergeticamente interativos da mesma espécie. Uma comunidade de organismos sinergeticamente interativos de diferentes espécies é chamada de holobionte.

## Conceito
O termo superorganismo é usado com mais frequência para descrever uma unidade social de animais eusociais, onde a divisão do trabalho é altamente especializada e onde os indivíduos não são capazes de sobreviver sozinhos por longos períodos. As formigas são o exemplo mais conhecido desse superorganismo. Um superorganismo pode ser definido como "uma coleção de agentes que podem atuar em conjunto para produzir fenômenos governados pelo coletivo", sendo qualquer fenômeno "a colmeia quer", como formigas coletando comida e evitando predadores, ou abelhas escolhendo um novo local de nidificação. Superorganismos tendem a exibir homeostase, escalonamento da lei de potência, desequilíbrio persistente e comportamentos emergentes.
O termo foi cunhado em 1789 por James Hutton, o "pai da geologia", para se referir à Terra no contexto da geofisiologia. A hipótese de Gaia de James Lovelock e Lynn Margulis, bem como o trabalho de Hutton, Vladimir Vernadsky e Guy Murchie, sugeriram que a própria biosfera pode ser considerada um superorganismo, embora isso tenha sido contestado. Esta visão refere-se à teoria de sistemas e à dinâmica de um sistema complexo.
O conceito de superorganismo levanta a questão do que deve ser considerado um indivíduo. A crítica de Toby Tyrrell à hipótese de Gaia argumenta que o sistema climático da Terra não se parece com o sistema fisiológico de um animal. As biosferas planetárias não são rigidamente reguladas da mesma maneira que os corpos animais são: "os planetas, diferentemente dos animais, não são produtos da evolução. Portanto, temos o direito de ser altamente céticos (ou até mesmo desdenhosos) sobre esperar algo semelhante a um 'superorganismo'". Ele conclui que "a analogia do superorganismo é injustificada".
Alguns cientistas sugeriram que seres humanos individuais podem ser considerados "superorganismos"; como um sistema digestivo humano típico contém 1013 a 1014 de microrganismos cujo genoma coletivo, o microbioma estudado pelo Projeto Microbioma Humano, contém pelo menos 100 vezes mais genes do que o próprio genoma humano. Salvucci escreveu que o superorganismo é outro nível de integração que é observado na natureza. Esses níveis incluem os níveis genômico, orgânico e ecológico. A estrutura genômica do organismo revela o papel fundamental da integração e do rearranjo genético ao longo da evolução.

## Na teoria social
O pensador do século XIX, Herbert Spencer, cunhou o termo super-orgânico para se concentrar na organização social (o primeiro capítulo dos Princípios de Sociologia é intitulado "Evolução Super-orgânica"), embora aparentemente fosse uma distinção entre o orgânico e o social, não uma identidade: Spencer explorou a natureza holística da sociedade como um organismo social, enquanto distinguia as maneiras pelas quais a sociedade não se comportava como um organismo. Para Spencer, o super-orgânico era uma propriedade emergente de organismos interagentes, isto é, seres humanos. E, como foi argumentado por D. C. Phillips, existe uma "diferença entre emergência e reducionismo".
O economista Carl Menger expandiu a natureza evolutiva de grande parte do crescimento social, mas sem nunca abandonar o individualismo metodológico. Muitas instituições sociais surgiram, argumentou Menger, não como "o resultado de causas socialmente teleológicas, mas o resultado não intencional de inúmeros esforços de sujeitos econômicos perseguindo interesses 'individuais'".
Spencer e Menger argumentaram que, por serem indivíduos que escolhem e agem, qualquer todo social deve ser considerado menos que um organismo, embora Menger tenha enfatizado isso mais enfaticamente. Spencer usou a ideia organística para se envolver em uma análise ampliada da estrutura social, admitindo que era principalmente uma analogia. Assim, para Spencer, a ideia do super-orgânico melhor designava um nível distinto de realidade social acima da biologia e da psicologia, e não uma identidade de um-para-um com um organismo. No entanto, Spencer afirmava que "todo organismo de tamanho apreciável é uma sociedade", sugerindo a alguns que a questão pode ser terminológica.
O termo superorgânico foi adotado pelo antropólogo Alfred L. Kroeber em 1917. Os aspectos sociais do conceito de superorganismo são analisados em Marshall (2002). Por fim, trabalhos recentes em psicologia social ofereceram a metáfora do superorganismo como uma estrutura unificadora para compreender diversos aspectos da sociabilidade humana, como religião, conformidade e processos de identidade social.

## Na cibernética
Os superorganismos são importantes na cibernética, particularmente na biocibernética. Eles exibem uma forma de "inteligência distribuída", um sistema no qual muitos agentes individuais com inteligência e informações limitadas são capazes de reunir recursos para atingir uma meta além das capacidades dos indivíduos. A existência de tal comportamento nos organismos tem muitas implicações para aplicações militares e de gestão, e está sendo ativamente pesquisada.

## Literatura
- Jürgen Tautz, Helga R. Heilmann: The Buzz about Bees - Biology of a Superorganism, Springer-Verlag 2008. ISBN 978-3-540-78727-3 ISBN   978-3-540-78727-3
- Bert Hölldobler, EO Wilson : "The Superorganism: The Beauty, Elegance, and Strangeness of Insect Societies", W. W. Norton, 2008. ISBN 978-0-393-06704-0 ISBN   978-0-393-06704-0
- Kesebir, Selin (2012). «The Superorganism Account of Human Sociality How and When Human Groups Are Like Beehives». Personality and Social Psychology Review. 16 (3): 233-261. PMID 22202149. SSRN 1933734. doi:10.1177/1088868311430834